# Maison Le Roux
 (mai 2019).
Si vous disposez d'ouvrages ou d'articles de référence ou si vous connaissez des sites web de qualité traitant du thème abordé ici, merci de compléter l'article en donnant les références utiles à sa vérifiabilité et en les liant à la section « Notes et références ».
Maison Le Roux est une chocolaterie française créée en 1977 par Henri Le Roux. 
Depuis 2006, la société Maison Le Roux est dirigée par Stéphane Le Saouter et toutes les créations sont assurées par David Wesmaël, meilleur ouvrier de France et directeur de création.
L'entreprise est présente dans deux pays, avec sept boutiques en France et une au Japon, à Kobe.
La Maison Le Roux est notamment à l'origine de la création du célèbre caramel au beurre salé, le C.B.S., marque déposée en 1981.

## Historique

### Origines
Pâtissier de famille, Henri Le Roux a d'abord travaillé pour la pâtisserie familiale avant de créer sa propre maison de chocolat et de glace à Quiberon avec sa femme. La Maison Le Roux est créée par Henri Le Roux en 1977. Les premiers mois sont consacrées à la recherche et la création de nouveaux produits. Henri Le Roux crée le caramel au beurre salé, le C.B.S., dans la région du beurre salé trois mois plus tard. Au fil des années, le caramel au beurre salé, s'exporte à l'international. En 1997, pour fêter les 20 ans de sa chocolaterie à Quiberon, Henri Le Roux fabrique le plus long caramel du monde : 567,85 mètres représentant plus de 200 kg de caramel, l'équivalent de 24 000 caramels. Le fruit de la vente a été reversé au service pédiatrie de l’hôpital Curie à Villejuif et de la SNSM (Société Nationale de Sauvetage en Mer). 
En plus du caramel, Henri Le Roux crée de nouveaux chocolats et élargit de plus en plus sa gamme. Afin de varier la gamme de produits, les tablettes de chocolats sont confectionnées avec des chocolats venus des quatre coins du monde. Pour élaborer ses recettes, la Maison Le Roux privilégie les matières premières de la Bretagne telles que le sel de Guérande, le blé noir et les crêpes dentelle. Depuis, la Maison Le Roux a ouvert trois boutiques à Paris, une à Quiberon et une à Landévant. À Paris, la Maison Le Roux est installée  dans le 6e arrondissement à Saint-Germain, dans le 7e arrondissement sur la rue Saint-Dominique, ainsi que dans le 9e arrondissement sur la Rue des martyrs. L'architecte japonais Kengo Kuma réalise la troisième boutique parisienne Maison Le Roux située rue Saint-Dominique à Paris. 

### Ouverture vers de nouveaux marchés
La rencontre avec Yoku Moku, société japonaise de pâtisserie haut de gamme, marque le début de l'ouverture au marché japonais pour la Maison Le Roux. En 2004, la Maison Le Roux est invitée à participer au Salon du Chocolat de Tokyo. En 2006, la Maison Le Roux est cédée à Yoku Moku, qui ouvrira par la suite trois boutiques au Japon. En 2017, la Maison Le Roux engage une collaboration avec la Maison Chiso, maison de Kimono fondée en 1555 et spécialisée dans la teinture à Tokyo. 

### Développement de la marque
Depuis la création du célèbre caramel au beurre salé, la Maison Le Roux doit faire face à une demande croissante sur ce produit qui allie sucré-salé. Aujourd'hui, Maison Le Roux est reconnue pour la qualité de ses chocolats ainsi que pour les différentes variantes aux fruits du Caramel au Beurre Salé.

## Prix et distinctions
- Les Incontournables 2018 du chocolat français[8].
- Tablette d'or et Coup de cœur français - Le Club des Croqueurs de Chocolat[8].
- Prix spécial Innovation 2011 pour la tablette Yuzu Macha[réf. nécessaire].